# 中国総合通信局
中国総合通信局（ちゅうごくそうごうつうしんきょく）とは情報通信行政を所管する総務省の地方支分部局である。鳥取県・島根県・岡山県・広島県・山口県を管轄している。

## 所在地
〒730-8795　広島県広島市中区東白島町19-36

## アマチュア無線
中国総合通信局管内のアマチュア無線のコールサインは4が付く。

## 組織
局長の下、次の組織により構成されている。
- 総務部（総務課 - 企画広報室 - 財務課）
- 情報通信部（電気通信事業課 - 情報通信連携推進課 - 情報通信振興課）
- 放送部（放送課 - 有線放送課 - デジタル放送受信者支援室）
- 無線通信部（企画調整課 - 航空海上課 - 陸上課）
- 電波監理部（電波利用環境課 - 監視課 - 調査課）
- 総括調整官
- 信書便監理官

## 沿革
- 1935年（昭和10年）2月6日 広島逓信局監督課に無線係を設置。
- 1965年（昭和40年）4月21日 本局を現在の庁舎に移転。
- 1985年（昭和60年）4月1日 郵政省設置法の改正により中国電気通信監理局となる。
- 2001年（平成13年）1月6日 中央省庁等の再編に伴う組織変更により中国総合通信局に改称。